# Her Mistake
Her Mistake è un film muto del 1918 diretto da Julius Steger. Il film è interpretato da Evelyn Nesbit, una nota modella protagonista nel 1906 di un celebre caso di cronaca nera; tra gli altri attori, anche suo figlio Russell Thaw.

## Trama
Durante una battuta di caccia nelle Adirondack, Ralph Van Cort incontra una ragazza che vive lì in montagna con il padre e la zia, la bella Rose Hale. Ferito gravemente, Ralph viene salvato proprio da Rose che donerà il suo sangue per lui. Così, quando, ritornato a New York scopre che Viola, la fidanzata, lo ha lasciato per suo zio Stephen, Ralph sposa Rose. Passano alcuni anni.
Ralph non ha dimenticato Viola. Un giorno riprende la sua relazione con l'ex fidanzata. Stephen, il marito di Viola, viene messo sull'avviso trovando un biglietto compromettente. Ma, quando si reca alla locanda dove dovrebbe aver luogo il rendez-vous tra la moglie e Ralph, viene preceduto da Rose che avverte i due amanti, prendendo poi il posto di Viola per fugare i sospetti di Stephen.
Ralph, pentito, chiederà perdono alla moglie.

## Produzione
Il film fu prodotto dalla S & S Photoplays. Venne girato nello stato di New York, nelle Adirondack Mountains.

## Distribuzione
Distribuito dalla PDC e dalla Film Clearing House, uscì nelle sale cinematografiche statunitensi nell'aprile 1918. Fu il primo film distribuito dalla Producers Distributing Corporation, una nuova compagnia guidata da Frank Hall.
Il copyright del film, richiesto dalla Independent Sales Corp., fu registrato il 7 dicembre 1918 con il numero LP13121.
Non si conoscono copie ancora esistenti della pellicola, che viene considerata presumibilmente perduta.